# Nowe Resko
Nowe Resko (niem. Ritzig) – wieś w Polsce położona w województwie zachodniopomorskim, w powiecie świdwińskim, w gminie Połczyn-Zdrój. W 2011 roku liczba mieszkańców we wsi Nowe Resko wynosiła 92.